# Mission Hills Golf Club (China)
Mission Hills Golf Club is een golfcomplex in Shenzhen in China. Het is het grootste golfcomplex ter wereld en is opgenomen in het Guinness Book of Records (2004).
Vijfentwintig jaar geleden had China nog geen behoorlijke golfbaan, nu heeft het land 400 banen. Het grootste golfcomplex is op Mission Hills.

## Banen
De Mission Hills Golf Club beschikt over twaalf golfbanen:
- World Cup baan, par 72
- Annika baan, par 72
- Duval baan, par 72
- Els baan, par 72
- Faldo baan, par 72
- Leadbetter baan, par 72
- Norman baan, par 72
- Olazabal baan, par 72, de langste baan op Mission Hills, hij heeft ruim 100 bunkers
- Ozaki baan, par 72
- Pete Dye baan, par 72
- Vijay baan, par 72
- Zang Lian Wei baan, par 54

## Toernooien

### World Cup
In 2007 werd de World Cup of Golf voor de eerste keer op Mission Hills gespeeld, op een baan die door Jack Nicklaus is aangelegd. Het Schotse team schreef historie door de Cup op Mission Hills voor het eerst te winnen. In 2008 kwam de World Cup weer naar Mission Hills. De Zweden wonnen, de laatste keer dat zij de Cup wonnen was in 1991. Mission Hills heeft een contract om twaalfmaal gastheer van de World Cup te zijn.
Winnaars op Mission Hills:
- 2007:  Schotland
- 2008:  Zweden
- 2009:  Italië

### Asian Amateur Championship
Van 29 oktober tot en met 1 november 2009 werd op Mission Hills het eerste Aziatische Amateurskampioenschap gespeeld. Er was gekozen om dit te laten plaatsvinden op dezelfde baan waar de World Cup wordt gespeeld. De top-2 amateurs van alle landen die lid zijn van de Aziatische Golffederatie mochten meedoen, en de top-4 amateurs van het gastland. De maximale handicap mocht 5.4 zijn. In totaal waren er 120 deelnemers. Het toernooi werd gewonnen door de Koreaan Chang-Won Han met een score van -12.